# Iris Lewandowski
Iris Marianne Lewandowski (* 1964 in Wesseling) ist eine deutsche Agrarwissenschaftlerin, Hochschullehrerin für Pflanzenbau insbesondere für Nachwachsende Rohstoffe an der Universität Hohenheim. Sie ist Co-Vorsitzende im deutschen Bioökonomierat.

## Leben und Wirken
Nach dem Abitur 1983 studierte Lewandowski Agrarwissenschaften an der Georg-August-Universität Göttingen und der Universität Hohenheim. Das Diplom 1989, die Promotion 1992 und die Habilitation im Fach Pflanzenbau 2000 erwarb sie ebenfalls in Hohenheim. Ab 2001 war sie Dozentin und Senior Researcher am Department for Science, Technology and Society, Copernicus Institute for suitable Development an der Universität Utrecht (Niederlande) und Forschungsmanagerin bei Shell Global Solutions in Amsterdam. Im Jahr 2010 erfolgte der Ruf an die Universität Hohenheim auf die Professur für Nachwachsende Rohstoffe in der Bioökonomie. Von 2015 bis 2018 war Lewandowski gleichzeitig Prorektorin für Lehre an der Universität Hohenheim und seit 2020 ist sie Co-Vorsitzende des Bioökonomierates.

## Mitgliedschaften
- Mitglied Strategiekreis Bioökonomie in Baden-Württemberg
- Aufsichtsratsmitglied BIOPRO Baden-Württemberg GmbH, Stuttgart
- Mitglied BMBF-Expertenbeirat „Agrarsysteme der Zukunft“
- Mitglied DFG-Senatskommission für Agrarökosystemforschung
- Mitglied im Sachverständigenrat Bioökonomie für Bayern (SVB)
- Chief Bioeconomy Officer an der Universität Hohenheim
- Sprecherin der European Bioeconomy University (EBU)
- Co-Vorsitzende Beirat „Nachhaltige Bioökonomie“ der baden-württembergischen Landesregierung
- Co-Vorsitzende des deutschen Bioökonomierats

## Hauptforschungsgebiete
- Pflanzenbau; nachwachsende Rohstoffe; nachhaltige Pflanzenproduktion; Indikatoren; Umwelteffekte der Produktion von Energiepflanzen, Feldfutterbau; Aspekte der Produktion und Ertragsphysiologie von nachwachsenden Rohstoffen; Einfluss von landwirtschaftlicher Produktion auf die Landschaft

## Publikationen (Auswahl)
- I. Lewandowski: Entwicklung eines In-vitro-Kultursystemes für Miscanthus sinensis (Thunb.) Anderss. 'Giganteus' als Voraussetzung zur Mikrovermehrung. Dissertation. Hohenheim 1992.
- I. Lewandowski, M. Härdtlein, M. Kaltschmitt: Sustainable Crop Production: Definition and Methodological Approach for Assessing and Implement Sustainability. In: Crop Science. Band 39, Nr. 1, 1999, S. 184–193.
- I. Lewandowski, A. Heinz: Delayed harvest of miscanthus-influence on biomass quantity and quality and environmental impacts of energy production. In: European Journal of Agronomy. Band 19, 2003, S. 45–63.
- I. Lewandowski, J. M. O. Scurlock, E. Lindvall, M. Christou: The development and current status of Perennial Rhizomatous Grasses as Energy Crops in Europe and the US. In: Biomass and Bioenergy. Band 25, Nr. 4, 2003, S. 335–361.
- I. Lewandowski, J. C. Clifton-Brown, B. Andersson, G. Basch, D. G. Christian, U. Jorgensen, M. B. Jones, A. B. Riche, K. U. Schwarz, K. Tayebi, F. Teixeira: Environment and Harvest Time Affects the Combustion Qualities of Miscanthus Genotypes. In: Agronomy Journal. Band 95, 2003, S. 1274–1280.
- I. Lewandowski, J. Clifton-Brown, L. M. Trindade, G. C. van der Linden, Y. Iqbal, A. Kiesel, M. Wagner, O. Kalinina u. a.: Progress on Optimizing Miscanthus Biomass for the European Bioeconomy: Results from the EU FP7 Project OPTIMISC. In: Frontiers in Plant Science. Band 7, 2016, S. 1620.
- I. Lewandowski: Securing a sustainable biomass supply in a growing bioeconomy. In: Global Food Security. Band 6, 2015, S. 34–42.
- I. Lewandowski (Hrsg.): Bioeconomy: Shaping the Transition to a Sustainable, Biobased Economy. Springer, Cham 2017, ISBN 978-3-319-68151-1. (springer.com)
- 208 Publikationen auf der Seite des Researchgate[5]